# Îlot insalubre no 16

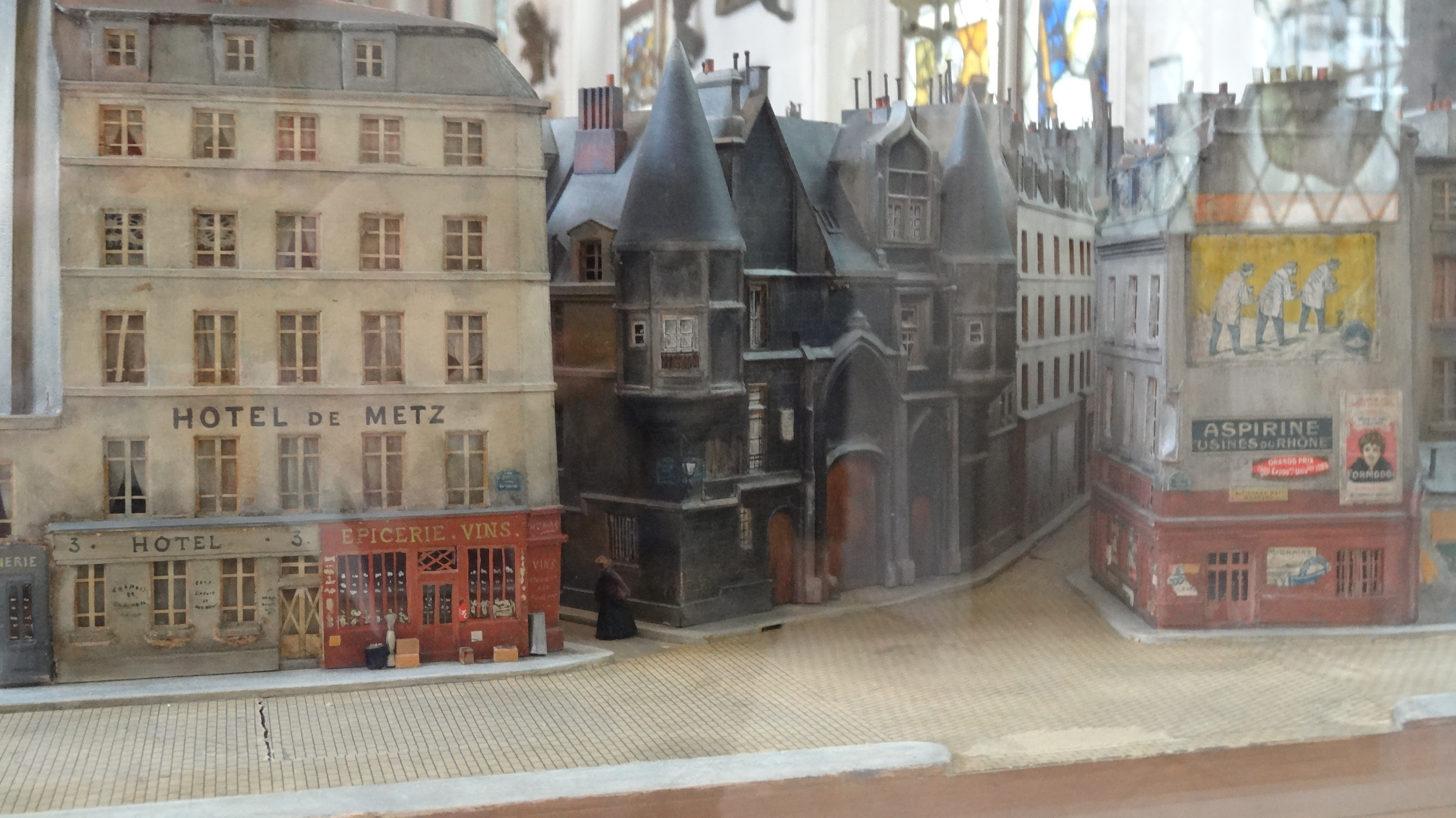
Maquette de l'îlot insalubre no 16 (musée Carnavalet).

L'îlot insalubre no 16 est un îlot urbain du 4e arrondissement de Paris, qui fut désigné îlot insalubre en 1921. Son no 16 correspond à son rang dans les 17 îlots insalubres classés par ordre d'urgence, en fonction du taux de mortalité par tuberculose entre 1894 et 1918.
Son territoire de 14,60 hectares comprend un patrimoine historique et architectural très riche.
Après l'expulsion brutale d'une partie de sa population de 1942 à 1945, comprenant environ 20 % de Juifs, se prolongeant de manière plus progressive jusque dans les années 1960, ce secteur fait l'objet d'une rénovation urbaine des années 1950 aux années 1970. Sa population d'ouvriers, d'artisans et de personnes indigentes est remplacée par des catégories sociales supérieures et son territoire touristique est devenu l'un des ceux où les prix de l'immobilier sont les plus élevés à Paris.

## Localisation
L'îlot est délimité par la place Saint-Gervais et la rue de Brosse à l'ouest, les quais de Seine au sud, la rue Saint-Paul à l'est, et les rues Saint-Antoine et François-Miron au nord.

Territoire de l'îlot insalubre no 16 sur des plans historiques
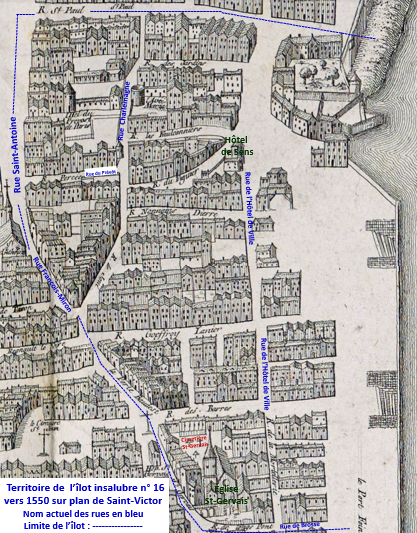
Plan de Saint-Victor vers 1550.
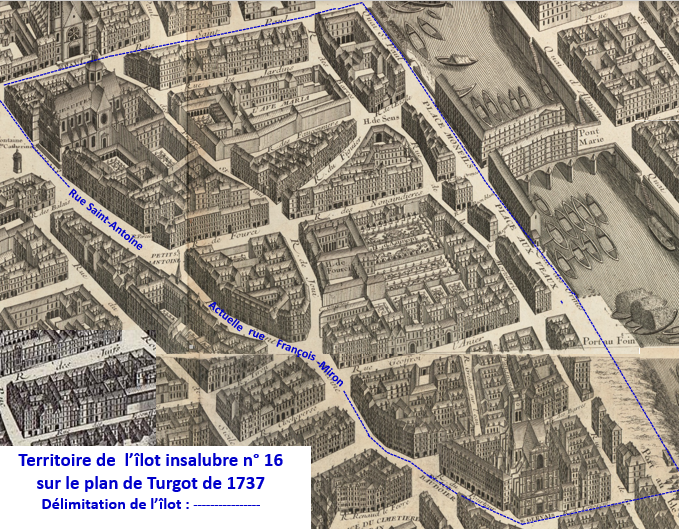
Plan de Turgot de 1737.

## Historique
Le quartier royal du XVe siècle à proximité de l'hôtel Saint-Pol, résidence de la Cour à partir de 1362 abandonnée au XVIe siècle, est encore florissant au XVIIe siècle avec la construction d'hôtels particuliers et de demeures bourgeoises. Il s'appauvrit au XVIIIe siècle avec le départ d'aristocrates au faubourg Saint-Germain : le curé de Saint-Gervais estimait le nombre de pauvres de la paroisse passé de 3 500 en 1675 à 13 000 en 1758.
Le délaissement s'accentue à la Révolution avec la fermeture des couvents et le départ de nobles. Des bâtiments sont construits sur les jardins et dans les cours des hôtels particuliers pour des établissements artisanaux et des logements. Le quartier se couvre d'un enchevêtrement très compact d'immeubles le long de voies étroites sans dégagement arrière.
Au cours du XIXe siècle une population démunie s'entasse dans des logements obscurs mal entretenus comprenant une forte proportion d'hôtels garnis, ce qui entraîne surmortalité et épidémies. Celle de choléra en 1832 cause 304 morts sur 4 688 habitants de la rue de la Mortellerie ensuite renommée rue de l'Hôtel-de-Ville (à cette date la rue atteignait la place de l'̈Hôtel-de-Ville avant l'arasement de l'ancien quartier jusqu'à la rue de Brosse par les travaux d'Haussmann).
À la fin du XIXe siècle et au début du XXe siècle, le quartier se peuple d'immigrants juifs d'Europe orientale fuyant les pogroms.

## Projet de rénovation
Le projet d'assainissement présenté en 1939 par les architectes André Hilt et Henri Bodecher prévoyait la destruction totale du quartier à l'exception des églises Saint-Gervais et Saint-Paul-Saint-Louis, de l’hôtel d'Aumont et de l'hôtel de Sens. Les constructions anciennes auraient été remplacées par des locaux administratifs, à proximité de l’ Hôtel de Ville, et des immeubles de logements de type HBM dans des espaces aérés au milieu d’espaces verts. L'intervention dans ce secteur se limite à la démolition des immeubles entre la rue de l'Hôtel-de-Ville et l'hôtel d'Aumont mais les travaux sont suspendus dans les années 1940 par la pénurie de matériaux et les priorités imposées par l'effort de guerre de l'occupant allemand.
Ce projet suscite un débat entre modernistes tel Le Corbusier qui y localise une cité administrative dans « le plus admirable terrain à bâtir de Paris, le lieu même où peut se jouer le destin de Paris » et partisans de la préservation et de la mise en valeur du patrimoine. Dans un manifeste Destinée de Paris, Robert Auzelle et Georges Pillement s'élèvent contre les positions de Le Corbusier : « il veut démolir Paris, ou, tout au moins, le centre de Paris… Des gratte-ciel gigantesques sont édifiés dans des parcs. Trois millions d'habitants sont logés dans des tours mastodontes. Et, comme il ne veut pas passer pour un barbare, il admet de conserver, par-ci, par-là, quelques églises anciennes, quelques monuments qui s'éparpillent au pied de ses tours comme des fourmis entre les pattes d'une troupe d'éléphants ». Des pétitions sont adressées au maréchal Pétain contre le plan de destruction, en mars 1940 par Achille Carlier, architecte qui avait démissionné en 1935 du service des Monuments historiques, puis par Marcel Raval au début de 1941 signée par 118 artistes, architectes (Albert Laprade, Auguste Perret, Paul Tournon, etc.) et écrivains (Paul Valéry, Sacha Guitry, Jean Cocteau, Colette, Jean Giraudoux, etc.).

## Expropriations et expulsions
Parmi les projets d'assainissement des 17 îlots insalubres, seul l'îlot no 1 avait connu un début d'exécution avec la démolition à la fin des années 1930 de maisons du quartier Saint-Merri et le dégagement du plateau Beaubourg. Ces opérations n'étaient plus à l'ordre du jour depuis le début de la Seconde Guerre mondiale jusqu'au milieu de 1941. Or, l'îlot no 16, qui n'était pas prioritaire (son taux de mortalité par tuberculose s'élevait à 5,58 pour 1 000 habitants de 1894 à 1918 contre 10,35 pour l'îlot no 1 de Saint-Merri, et 5,36 pour l'ilot no 17 de Plaisance), est le seul à faire l'objet d'une opération d'expropriation. Les 295 immeubles de l'îlot sont visités en octobre 1941 par les architectes-voyers pour la mise à jour du casier sanitaire pour les classer en « totalement salubre », « partiellement salubre » ou « insalubre ».

L'îlot insalubre en 1941-1942
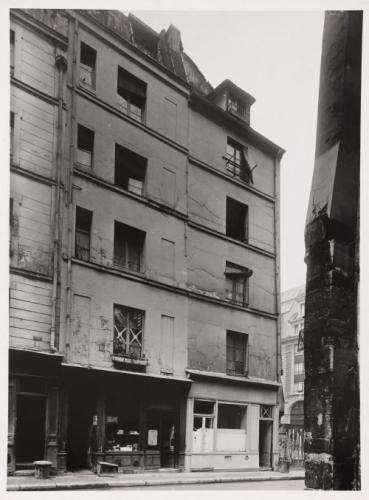
6 rue de Fourcy.
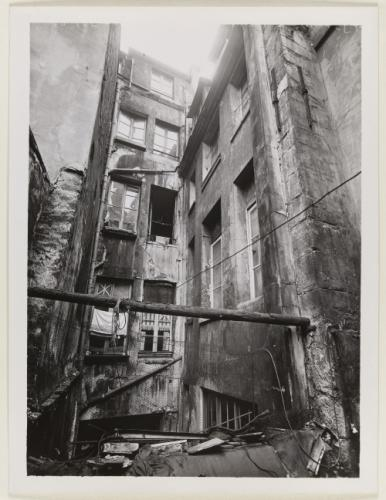
Cour 25 rue Saint-Paul.
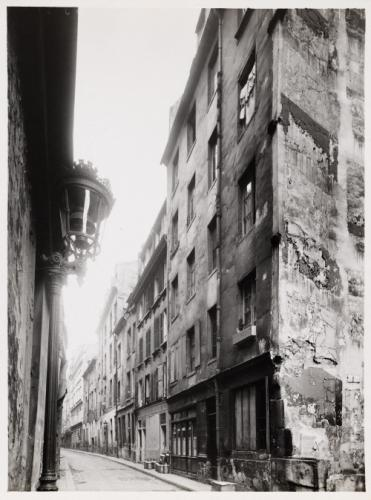
8 rue des Jardins-Saint-Paul.
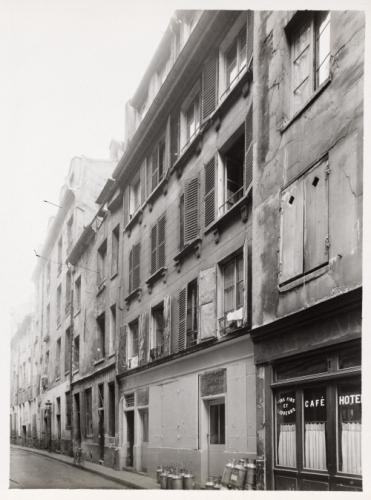
10 rue des Jardins Saint-Paul.

Une loi du 1er mars 1942 autorisait la ville à procéder à des expropriations massives étendues à l'ensemble de l'îlot et non aux seuls immeubles insalubres avec versement d'une indemnité aux occupants et aux propriétaires, quasiment aucun de ceux-ci n'habitant d'ailleurs les immeubles. Cette indemnité est fixée par une « commission arbitrale d'évaluation » administrative sans possibilité de négociation par les propriétaires et locataires. Une partie des logements antérieurement occupés par les Juifs étaient vacants à la suite des déportations, représentant environ 10 ̥% de l'ensemble, ce qui a permis à l'administration de limiter le coût de l'expropriation. Les expulsions applicables sous préavis de deux mois avec recours possible à la force armée se sont pour beaucoup d'entre déroulées en hiver.
Les Juifs encore présents n'ont cependant pas été traités différemment des autres occupants en ce qui concerne le montant des indemnités.
Les textes ne prévoyaient pas l'obligation de reloger les habitants. La plupart des locataires non juifs le seront, souvent dans des conditions indignes en raison de la crise du logement sévissant à cette époque, mais les Juifs ont été décrétés non éligibles au relogement ce qui en faisait une proie pour les rafles.
Les expulsions se sont déroulées de décembre 1941 à mai 1945 en priorité sur la partie est de l'îlot entre la rue des Nonnains-d'Hyères et la rue Saint-Paul où résidait la plus forte proportion de Juifs.
Au total, plus de 10 000 personnes sont chassées représentant 2 743 foyers et 293 commerçants dont 418 familles juives. 57 % des familles juives expulsées échapperont à la déportation. Il faut cependant ajouter aux 43 % de Juifs expulsés déportés ceux raflés avant les opérations d'expulsions dont les logements étaient vacants.

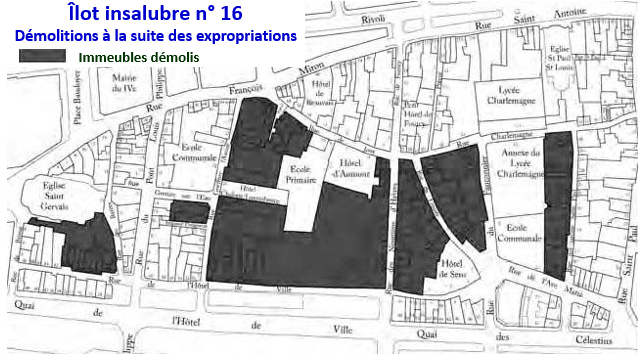
Démolitions dans l'îlot insalubre après expropriations des années 1940.

Des hôtels particuliers sont acquis par la ville dans des conditions très favorables, l'hôtel de Beauvais à une famille juive pour la somme de 200 000 francs dérisoire sans commune mesure avec sa valeur, l'Hôtel de Chalon-Luxembourg pour un franc symbolique contre l'engagement de maintenir le vendeur dans les lieux pour un loyer symbolique d'un franc.
À la Libération, le quartier vidé de la moitié de sa population, était en partie en cours de destruction, une autre partie composée d'immeubles délabrés avec des logements ouverts, abandonnés et pillés dans un premier temps, puis obturés en attendant la rénovation. Quelques-uns dont les occupants avaient été expulsés sont réutilisés pour des locations à titre précaire.

## Rénovation urbaine
En réaction avec le projet initial de démolition totale, les architectes Albert Laprade, Michel Roux-Spitz et Robert Danis sont désignés pour élaborer un nouveau plan. Celui-ci publié en mars 1944 est approuvé par les défenseurs du patrimoine.
L'aménagement supervisé par Breschi, inspecteur général des Ponts-et-Chaussées et secrétaire de la Commission du Vieux Paris, mobilise 44 architectes sous la coordination de 3 architectes auxquels est confié chacun un secteur.
- Le secteur Ouest entre le quai de l'Hôtel-de-Ville, la rue de Brosse, la place Saint-Gervais, la rue François-Miron et la rue du Pont-Louis-Philippe à Albert Laprade.
- Le Centre entre la rue du Pont-Louis-Philippe à l'ouest, les rues des Nonnains-d'Hyères et de Fourcy à l'est, à Michel Roux-Spitz.
- L'Est entre la rue des Nonnains-d'Hyères et la rue Saint-Paul à Robert Danis.

Une grande partie de l'opération d’aménagement dans le secteur ouest porte sur la réhabilitation des immeubles et l'assainissement de l'intérieur des îlots, intervention nommée « curetage ». Albert Laprade conserve le tracé des voies avec quelques élargissements et s'efforce de préserver la majorité des façades. Il remplace par un jardin les ateliers qui occupaient l'espace triangulaire de l'ancien cimetière Saint-Gervais entre l'église, l'immeuble du 2 au 12 de la rue François-Miron et du 15-17 rue des Barres et restaure cet immeuble. La plupart des maisons des numéros impairs de la rue de l'Hôtel-de-Ville, celles du côté pair les plus proches de la rue de Brosse et l'ensemble des immeubles de la rue Louis-Philippe sont conservées. Les maisons de la rue des Barres entre l'église et à l'angle de la rue de l'Hôtel-de-Ville, et celles au sud de l'église le long d'une voie étroite, le passage du Gantelet, sont détruites et remplacées par un jardin et une crèche. Ce secteur est celui où l'aménagement est le plus proche du plan initial de mars 1944.
Le tracé des rues du secteur centre est conservé mais leur largeur est régularisée. Les maisons de la rue François-Miron sont réhabilitées, notamment celle du 44-46 promise à la démolition et restaurée par l'association Paris historique dont elle est devenue le siège. Des maisons détruites sont remplacées par des immeubles aux façades s'intégrant dans l'environnement. La destruction dans les années 1930 et en 1942 des maisons entre l'hôtel d'Aumont et le quai de l'Hôtel-de-Ville permet l'aménagement d'un square. Roux-Spitz avait prévu de construire un immeuble le long du quai s'harmonisant avec l'architecture de l'hôtel d'Aumont. Ce projet abandonné est remplacé par la construction moderniste de la Cité internationale des arts par Paul Tournon.
Le secteur réaménagé par Robert Danis est celui où les destructions étaient les plus importantes, ce qui a permis l'élargissement de la rue des Nonnains-d'Hyères de 12 à 18 mètres, la création de squares ouverts au public à l'intérieur des îlots de nouveaux immeubles et derrière l'hôtel de Sens et de terrains de sport rue des Jardins-Saint-Paul le long du mur de l'enceinte de Philippe Auguste découvert à cette occasion.
Des immeubles sont reconstruits à l'identique (15 rue du Figuier), leur façade déplacée (42 rue du Fauconnier) ou sont accompagnés de nouveaux immeubles avec une façade d'architecture comparable ou en harmonie avec celles de leurs voisins, « immeubles d'accompagnement ».
Le projet de reconstruction des maisons de la rue Saint-Paul est abandonné. L'îlot entre la rue Charlemagne et la rue Saint-Antoine n'est pas, non plus, modifié.

## Modification de la composition sociale
Cette rénovation s'est accompagnée d'un changement de population. L'expulsion s'est poursuivie jusque dans les années 1960 (et même dans les années 1970 concernant le Village Saint-Paul), au fur et à mesure de la rénovation des immeubles, parfois au-delà. Ainsi les habitants des numéros pairs de la rue du Pont-Louis-Philippe ont été expulsés pour un projet abandonné d'élargissement de la rue. Le relogement a été effectué de manière sélective sur des critères sociaux et raciaux : les pauvres et les nord-africains ont surtout été relogés dans d'autres quartiers.
La population du quartier Saint-Gervais (dont l'îlot insalubre no 16 ne représente qu'une fraction) a diminué de 43 610 habitants en 1861, à 39 110 en 1921, 23 060 en 1962 et 10 610 en 1999.
Un des quartiers les plus misérables de la capitale est devenu l'un de ceux où les prix de l'immobilier sont les plus élevés.
Ce remplacement des ouvriers et des habitants indigents par une population plus aisée et plus cultivée était un des buts affichés de la rénovation à l'origine.
Cependant, la municipalité de Paris souhaite rétablir un minimum de mixité sociale dans un arrondissement où la part de locataires HLM était en 1999 de 7,6 %, deux fois inférieure à la moyenne parisienne.